# Realismo depressivo
O realismo depressivo é a hipótese desenvolvida por Lauren Alloy e Lyn Yvonne Abramson  que indivíduos deprimidos fazem inferências mais realistas do que indivíduos não deprimidos. Embora se pense que os indivíduos deprimidos têm um viés cognitivo negativo que resulta em pensamentos automáticos negativos recorrentes, comportamentos desadaptativos e crenças de mundo disfuncionais,  o realismo depressivo argumenta não apenas que essa negatividade pode refletir uma visão mais precisa avaliação do mundo, mas também que as avaliações dos indivíduos não deprimidos são positivamente tendenciosas.

## Evidência a favor do Argumento
Numa pesquisa, foi pedido a alguns participantes que pressionassem um botão e avaliar o controle que percebiam ter sobre a probabilidade ou não de uma luz estar acesa. Observou-se que os indivíduos deprimidos fizeram avaliações de controle mais precisas do que os não deprimidos. Observou-se entre os participantes requisitados a participar da tarefa e avaliar seu próprio desempenho sem qualquer feedback que os indivíduos deprimidos fizeram autoavaliações mais precisas do que os não deprimidos. Os participantes que receberam feedback sobre seu desempenho após cada tarefa, e que autoavaliaram seu desempenho geral após completar todas as tarefas, os indivíduos deprimidos foram novamente mais propensos a dar uma auto-avaliação mais precisa do que indivíduos não deprimidos. Quando solicitados a avaliar seu desempenho imediatamente e algum tempo após a conclusão de uma tarefa, os indivíduos deprimidos fizeram avaliações precisas imediatamente antes e depois do tempo passar.
Em um estudo de ressonância magnética funcional do cérebro, os pacientes deprimidos mostraram ser mais precisos em suas atribuições causais de eventos sociais positivos e negativos do que os participantes não deprimidos, que demonstraram um viés positivo. Essa diferença também se refletiu na ativação diferencial da rede fronto-temporal, maior ativação para atribuições não auto-suficientes em participantes não deprimidos e para atribuições auto-suficientes em pacientes deprimidos e acoplamento reduzido do córtex pré-frontal dorsomedial a região da semente e as áreas límbicas quando os pacientes deprimidos faziam atribuições em benefício próprio.

## Contra o argumento
Quando solicitados a avaliar seu desempenho e o desempenho dos outros, os indivíduos não deprimidos demonstraram viés positivo ao avaliar a si mesmos, mas nenhum viés ao avaliar os outros. Indivíduos deprimidos, por outro lado, não mostraram viés ao avaliar a si mesmos, mas um viés positivo ao avaliar os outros. Ao avaliar os pensamentos dos participantes em ambientes públicos versus privados, os pensamentos de indivíduos não deprimidos foram mais otimistas em público do que em privado, enquanto os deprimidos foram menos otimistas em público.
Quando solicitados a avaliar seu desempenho imediatamente após uma tarefa e após algum tempo, os indivíduos deprimidos foram mais precisos quando se avaliaram imediatamente após a tarefa, mas foram mais negativos após o tempo ter passado, enquanto os indivíduos não deprimidos foram positivos imediatamente após e algum tempo de realização da tarefa.
Embora indivíduos deprimidos façam julgamentos precisos sobre não ter controle em situações em que de fato não têm controle, essa avaliação também se estendem a situações em que eles têm controle, sugerindo que a perspectiva deprimida não é mais precisa em geral. Observe, no entanto, que esta descoberta por si só não implica depressão como causa; os pesquisadores não controlaram fatores filosóficos, como o determinismo, que poderia afetar as respostas.
Um estudo sugeriu que, em ambientes do mundo real, indivíduos deprimidos são realmente menos precisos e mais confiantes em suas previsões do que seus pares não deprimidos. A precisão de atribuição dos participantes também pode estar mais relacionada ao seu estilo de atribuição geral do que à presença e gravidade de seus sintomas depressivos.

## Crítica da evidências
Alguns argumentaram que as evidências não são mais conclusivas porque não existe um padrão para a realidade, os diagnósticos são duvidosos e os resultados podem não se aplicar ao mundo real. Como muitos estudos se baseiam no autorrelato de sintomas depressivos e os autorrelatos são sabidamente tendenciosos, o diagnóstico de depressão nesses estudos pode não ser válido, necessitando do uso de outras medidas objetivas. Devido à maioria desses estudos usarem desenhos que não necessariamente se aproximam dos fenômenos do mundo real, a validade externa da hipótese do realismo depressivo não é clara. Há também a preocupação de que o efeito do realismo depressivo seja meramente um subproduto da pessoa deprimida estar em uma situação que concorda com seu viés negativo.